# Кьоєй-Мару
Кьоєй-Мару (Kyoei Maru) — транспортне судно, яке під час Другої світової війни брало участь у операціях японських збройних сил на Тихому океані.

## Загальна інформація
Судно спорудили у 1937 році на верфі Harima Shipbuilding and Engineering у Айой для компанії Kyoei Tanker.

## Початок військової служби
У жовтні 1941-го судно класифікували як допоміжний транспорт Імперського флоту Японії. З 9 грудня 1941-го по 9 червня 1942-го «Кьоєй-Мару» здійснило три кругові рейси з Японії до Мікронезії, при цьому щонайменше у двох пунктом призначення був атол Трук (головна база Японського ВМФ у Океанії, що була в центральній частині Каролінського архіпелагу).
З 22 червня по 16 липня 1942-го судно здійснило рейс до Парамуширу (Курильські острови).

## Рейси до Рабаулу
Наприкінці вересня 1942-го «Кьоєй-Мару» тепер вже як допоміжний танкер полишило Японію та 11 жовтня прибуло до Рабаула — головної бази в архіпелазі Бісмарка, з якої японці провадили операції на Соломонових островах та сході Нової Гвінеї (на той час вже два місяці тривала запекла битва за Гуадалканал). Наступні півтора місяця судно працювало тут бункеровщиком, при цьому неодноразово з його борту відкривали вогонь по ворожих літаках.
Другий рейс 19 листопада 1942-го «Кьоєй-Мару» вийшло у рейс до Балікпапану (центр нафтовидобувної промисловості на східному узбережжі Борнео), а 26 грудня повернулось до Рабаула. 4—6 січня 1943-го судно перейшло в конвої до якірної стоянки Шортленд (прикрита групою невеликих островів Шортленд акваторія біля південного завершення острова Бугенвіль, де зазвичай відстоювались легкі бойові кораблі та перевалювались вантажі для подальшої відправки далі на схід Соломонових островів). Тут воно працювало близько двох місяців, провадячи бункерування та беручи участь у відбитті авіанальотів, а 4—6 березня повернулось до Рабаула.
9—14 квітня 1943-го «Кьоєй-Мару» пройшло в конвої на Трук, 20—26 квітня перейшло в конвої до Палау (важливий транспортний хаб на заході Каролінських островів), а 11—18 травня з конвоєм № 2501 здійснило перехід з Палау до Балікпапану. Наприкінці травня судно побувало в Таракані (ще один центр нафтовидобувної промисловості на східному узбережжі Борнео), а 1—5 червня пройшло звідси в конвої до Маніли. Далі 15—18 червня в конвої № 853 танкер досягнув Такао (наразі Гаосюн на Тайвані) а 27 червня прибув до Японії.
31 липня 1943-го почався ще один рейс «Кьоєй-Мару» до архіпелагу Бісмарка. Спершу танкер пройшов у конвої ROKU-106 з Кагосіми до Кіруна (наразі Цзілун на Тайвані), 13—16 серпня перейшов з Такао до Маніли, а 26 серпня — 1 вересня в конвої № 917 досягнув Балікпапану. 4—10 вересня та 18—25 вересня відбулись перехід до Палау та потім до Рабаула в конвоях № 2607 та SO-806.
9—16 жовтня 1943-го «Кьоєй-Мару» пройшов з Рабаула до Палау в конвої O-903.

## Рейс на Трук
21 жовтня — 1 листопада 1943-го танкер пройшов до Балікпапану. Тут він завантажився та попрямував назад на Каролінські острова — спочатку 4—10 листопада в конвої № 2610 до Палау, а потім 17—24 грудні в конвої № 8175 до Труку. 22—27 грудня 1943-го «Кьоєй-Мару» прямував назад на Палау з конвоєм № 7222, а 17—28 січня 1944-го пройшов у конвої № 2517 до Балікпапану.
5—9 лютого 1944-го танкер з конвоєм досягнув Сурабаї (головна база на сході острова Ява), де протягом кількох наступних тижнів проходив ремонт, а 1—5 березня повернувся з конвоєм до Балікпапану.
15—23 березня 1944-го судно здійснило перехід в конвої на Палау. 29 березня судно полишило Палау та рушило на Сайпан (головна японська база на Маріанських островах), куди прибуло 5 квітня — при цьому база на Палау вже 30 березня зазнала нищівного рейду американського авіаносного з'єднання. За кілька діб «Кьоєй-Мару» приєдналось до одного з загонів конвою «Хігасі-Мацу № 4» (складова конвойної операції «Хігасі-Мацу», яку провадили для перекидання підкріплень гарнізонам у Мікронезії) та 16 квітня разом з ним досягнуло Трука. Варто відзначити, що на той час ця база втратила своє головне значення, а 16—17 лютого зазнала розгрому унаслідок потужних ударів американського авіаносного з'єднання.
22—24 квітня 1944-го «Кьоєй-Мару» перейшло з Труку на Сайпан, де прийняло на борт новий вантаж нафтопродуктів, а наприкінці квітня пройшло на Трук разом з одним із загонів конвою «Хігасі-Мацу № 6». Протягом наступного місяця танкер працював тут, при цьому 2 червня з нього відкривали вогонь по ворожих літаках.
3—7 червня 1944-го «Кьоєй-Мару» пройшов з конвоєм на Сайпан. 11 червня по Сайпану почали наносити авіаційні удари в межах операції з оволодіння цим архіпелагом. З «Кьоєй-Мару» вели зенітний вогонь, а ввечері тієї ж доби танкер полишив острів з конвоєм та 20 червня прибув до Кон'ї (острів Амаміосіма у північній групі архіпелагу Рюкю). До кінця місяця судно досягнуло Японського архіпелагу.

## Робота у Південно-Східній Азії
У середині липня 1944-го «Кьоєй-Мару» пройшло короткочасний ремонт на верфі в Айой, а 24 липня вийшло в море у складі конвою MI-13, що прямував до Мірі (центр нафтовидобутку на північному узбережжі Борнео). Конвой багаторазово ставав ціллю для ворожих субмарин, зокрема, 12 серпня був торпедований та пошкоджений транспорт «Сінпо-Мару» (Shinpo Maru). «Кьоєй-Мару» разом зі ще одним транспортом узяли «Сінпо-Мару» на буксир та допомогли йому викинутись на берег філіппінського острова Міндоро (де «Сінпо-Мару» було визнане остаточно втраченим). 18 серпня MI-13 нарешті досягнув Мірі.
19—26 серпня 1944-го «Кьоєй-Мару» пройшло з Мірі до Сінгапуру в конвої MISHI-07, а 5—11 вересня повернулось до Мірі з конвоєм SHIMI-10.
15 вересня 1944-го «Кьоєй-Мару» рушив до Маніли в конвої MIMA-11. Конвой затримався біля острова Палаван, зокрема, через потужний авіаційний удар 21 вересня по Манілі, за яким послідувало полювання на японські кораблі в довколишніх районах. Лише 4 жовтня MIMA-11 нарешті досягнув Маніли.
6—22 жовтня 1944-го «Кьоєй-Мару» пройшов з конвоєм до Таракану, а 24—27 жовтня перейшов до Балікпапану. 29 жовтня танкер рушив назад на північ та в якийсь момент досягнув Маніли (на цей час союзники вже висадились на Філіппінах, а головні сили японського флоту програли вирішальну битву).
8 листопада 1944-го «Кьоєй-Мару» рушило з Маніли до Балікпапану в конвої B-02. 16 листопада танкер перебував поблизу Таракану, де був атакований та потоплений американськими літаками B-24 та P-38. Загинув 1 член екіпажу та 25 пасажирів.